# Menyanthaceae
Las menyantáceas (Menyanthaceae) son una familia de plantas acuáticas pertenecientes al orden Asterales. Hay aproximadamente una 70 especies en cinco géneros distribuidos por todo el mundo. Esta familia se caracteriza porque tienen su corola fundida y porque almacena inulina. Las hojas son básicas y se presentan alternas desde un rizoma rastrero. En el género acuático Nymphoides, las hojas son flotantes y sustenta la inflorescencia o racimo lacio. Los géneros Menyanthes y Nephrophyllidium se caracterizan por su racimo erecto y Villarsia posee una panícula ramificada. En Liparophyllum la inflorescencia tiene una sola flor terminal. El fruto es una cápsula. 

## Descripción
Son herbáceas acuáticas con aerénquima bien desarrollado, perennes o a veces anuales; plantas hermafroditas o dioicas. Hojas alternas, simples o trifoliadas, con márgenes enteros; pecíolos envainadores, exestipuladas. Inflorescencias variadas o las flores solitarias, actinomorfas, 5-meras; sépalos libres o connados; corola simpétala, lobos valvados; estambres epipétalos y alternos con los lobos de la corola, anteras sagitadas, versátiles, 2-loculares, con dehiscencia longitudinal; disco nectarífero frecuentemente presente alrededor del ovario; ovario súpero o semiínfero, 2-carpelar y 1-locular, placentación parietal, óvulos numerosos, estilo 1, estigma 2–4-lobado, papilado. Fruto capsular con dehiscencia irregular o mediante 2 o 4 valvas, o el fruto indehiscente y abayado; semillas pocas a muchas, lineares, orbiculares o elipsoides, a veces aladas.

## Géneros
- Limnanthemum - hoja de pescado, ninfa de México.[3]
- Liparophyllum
- Menyanthes
- Nephrophyllidium
- Nymphoides
- Ornduffia
- Villarsia[4]